# Mbañe
La isla de Mbañe(antiguamente también conocido como Islote Banye, Bañe,  M'Bane o Banian) (en francés: Mbanié o île de Mbanié) es un pequeño islote de Guinea Ecuatorial, con unas 8 hectáreas de extensión. Forma un pequeño archipiélago junto con la isla Cocoteros (1,7 hectáreas) y la isla Conga (0,3 hectáreas también conocida como Cuga o Cooga). El control de la isla y del archipiélago se disputó entre Guinea Ecuatorial y Gabón desde 1972, hasta que la Corte Internacional de Justicia dictaminó en 2025 que el territorio pertenecía a Guinea Ecuatorial.
Tras el descubrimiento de petróleo en la isla a principios de la década de 2000, la tensión entre ambas naciones reapareció, lo que llevó al ministro de Defensa Nacional de Gabón y al hijo del presidente, Ali Bongo, a visitar la isla y reafirmar la reclamación de Gabón, para gran resentimiento de Guinea Ecuatorial. A pesar de los esfuerzos diplomáticos realizados posteriormente por los presidentes de ambas naciones, no se llegó a ningún acuerdo durante años, posiblemente debido a la influencia externa de las multinacionales petroleras francesas y estadounidenses que favorecían resultados diferentes. Tras el estancamiento, en 2004 se decidió que las Naciones Unidas serían responsables de mediar en la solución, tarea que encomendó a la Corte Internacional de Justicia en 2016. Tras los procedimientos iniciados en 2021 y prolongados hasta 2025, la CIJ dictaminó que el Tratado de París de 1900 original era válido y que la Convención de Bata, que había quedado sin firmar, era legalmente nula.

## Historia

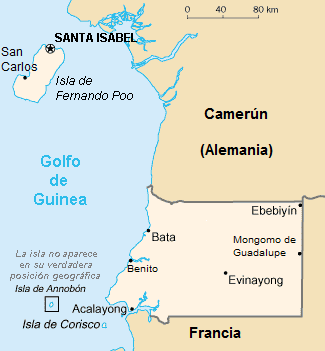
Fronteras acordadas con Francia en el Tratado de París de 1900 de los Territorios Españoles del Golfo de Guinea, luego renombrados como Guinea Española. Tras su independencia en 1968 Guinea Ecuatorial conserva esas fronteras con los países vecinos

Se cree que esta isla no se dividió claramente entre las potencias coloniales (Francia y España), y en muchos casos no aparece en los mapas de la época por su insignificancia. Cuando España descolonizó Guinea Ecuatorial el status de la isla era incierto. 
La importancia de esta isla deshabitada cambió cuando la prospección de petróleo hecha por el gobierno de Gabón señaló la posible existencia de petróleo en su área. 
El conflicto diplomático se había iniciado en 1972, cuando el gobierno de Guinea Ecuatorial presidido por Francisco Macías argumentó que según el Tratado de París de 1900 firmado entre Francia y España (las antiguas potencias coloniales) las islas se encontraban en aguas españolas y, por tanto, de Guinea Ecuatorial. De acuerdo con la versión del gobierno de Gabón en 1974, el presidente de su país, Omar Bongo y el presidente de Guinea Ecuatorial, Francisco Macías Nguema, habrían firmado un acuerdo que resolvió "definitivamente" la cuestión mediante la transferencia de la soberanía de la isla a Gabón, versión negada por Guinea Ecuatorial.
El conflicto se reactivó en febrero de 2003, cuando Gabón ocupó militarmente Mbañé en una operación dirigida por el hijo del presidente, Ali Bongo. El Gobierno de Malabo negó la validez jurídica del documento firmado por Macías y consideró la operación una invasión. En 2004 los dos países llegaron a un principio de acuerdo para explorar conjuntamente petróleo en esa región. Pero no hay avances en la solución del conflicto.
Según el Gobierno Ecuatoguineano, en 2011 durante una reunión con el presidente de Gabón, estos habrían acordado por consenso llevar al Tribunal de La Haya el conflicto y aceptar su veredicto. Esto se confirmó en noviembre de 2016 cuando los presidentes Teodoro Obiang y Ali Bongo firmaron un acuerdo que estableció esta última medida, durante la Cumbre sobre el Cambio Climático que se desarrollaba en Marruecos, en presencia del Secretario General de las Naciones Unidas Ban Ki-moon, quien les felicitó. En diciembre de 2017 el gobierno gabonés reiteró su voluntad de asumir el veredicto del Tribunal.
En septiembre de 2024 se iniciaron las audiencias públicas en la Corte Internacional de Justicia con sede en La Haya (Países Bajos) donde los abogados de ambas partes (el gobierno de Guinea Ecuatorial y el Gobierno de Gabón) presentaron sus argumentos sobre la disputa territorial y marítima.
Mientras Guinea Ecuatorial afirma que debe aplicarse el Tratado de París de 1900 firmado por España y Francia, Gabón insistió en tener derechos en base a un acuerdo de 1974 (Convención de Bata), documento que el gobierno ecuatoguineano argumenta no tiene validez y no reconoce.
Las exposiciones de los argumentos de las partes concluyeron el 4 de octubre de 2024 con la parte gabonesa siendo la última en explicar sus planteamientos.
La mediación de la ONU llevó a que la Corte Internacional de Justicia (CIJ) aceptara resolver la disputa con el permiso de ambas naciones en 2016. La disputa se llevó ante un panel de quince jueces en La Haya el 5 de marzo de 2021, donde comenzaron los procedimientos sobre el caso. Guinea Ecuatorial presentó escritos iniciales el 5 de octubre de 2021 y Gabón el 5 de mayo de 2022. Los casos principales fueron presentados por ambas naciones en octubre de 2024, con Guinea Ecuatorial liderada por el viceministro de Minas e Hidrocarburos Domingo Mba Esono, y las naciones vecinas representadas por equipos de abogados, funcionarios gubernamentales, diplomáticos y cartógrafos. El principal argumento presentado por Guinea Ecuatorial fue la afirmación de que el acuerdo de la Convención de Bata era nulo ya que Gabón no pudo presentar el acuerdo original y solo quedaron fotocopias, además de estar sin firmar. Por el contrario, la presidente del Tribunal Constitucional de Gabón, Marie-Madeleine Mborantsuo, afirmó previamente que la Convención de Bata "resuelve todas las cuestiones de soberanía relativas a las islas y la delimitación de fronteras".
El 19 de mayo de 2025, la CIJ emitió su fallo final, afirmando que Guinea Ecuatorial tenía el control del archipiélago que contiene la isla, según el Tratado de París de 1900. La jurista de la CIJ, Julia Sebutinde , se refirió a la Convención de Bata de 1974 como "un tratado sin fuerza de ley". El fallo también establecía que Gabón debía eliminar la pequeña presencia militar que tenía en la isla.

## Geografía
La deshabitada isla de Mbañe está ubicada frente a la desembocadura del río Mbini (también conocido como río Muni) en la bahía de Corisco. En esta bahía existen varias islas, que pertenecen a Guinea Ecuatorial (Corisco, Elobey Grande, Elobey Chico, Leva y Hoco) que son mayores en extensión territorial. Algunas de estas fueron habitadas e incluso desempeñaron un papel importante durante la época colonial.

## Economía
Los alrededores de la isla son ricos en petróleo.